# Scarus collana
Scarus collana es una especie de peces de la familia Scaridae en el orden de los Perciformes. Se le conoce como "Pez Loro del Mar Rojo", de donde es endémico.

## Morfología
• Los machos pueden llegar alcanzar los 33 cm de longitud total.

## Distribución geográfica
Se encuentra en el Mar Rojo, Golfo Pérsico y en la costa oeste del Hindostán, siempre en aguas costeras asociadas a los arrecifes de coral, en profundidades de 1-15 metros.